# Alex Molenaar
Alex Molenaar (Rotterdam, 13 luglio 1999) è un ciclista su strada olandese che corre per il team Caja Rural-Seguros RGA. Attivo in formazioni UCI dal 2018, ha vinto il Turul României 2019.

## Palmarès

### Strada
- 2017 (Juniores)

Classifica generale Internationale Juniorendriedaagse
- 2019 (Monkey Town-à Bloc CT)

2ª tappa Oberösterreichrundfahrt (Eferding > Oberneukirchen)
8ª tappa Tour of Qinghai Lake (Xihaizhen > Qingshizui)
Classifica generale Turul României
- 2022 (Burgos-BH, una vittoria)

8ª tappa Tour de Langkawi (Kuah > Kuah)
- 2024 (Electro Hiper Europa, una vittoria)

3ª tappa GP Beiras e Serra da Estrela (Manteigas > Covilhã)

#### Altri successi
- 2018 (Destil-Parkhotel Valkenburg)

Classifica giovani Tour of Szeklerland
- 2019 (Monkey Town-à Bloc CT)

Classifica giovani Volta Internacional Cova da Beira
Classifica giovani Turul României
- 2024 (Electro Hiper Europa)

Classifica a punti GP Beiras e Serra da Estrela

## Piazzamenti

### Grandi Giri
- Vuelta a España

2020: 128º

### Competizioni europee
- Campionati europei

Trento 2021 - In linea Under-23: 19°